# Emmanuel de Roux
Pour les articles homonymes, voir de Roux.
Emmanuel de Roux, né le 19 novembre 1944 à Paris et mort le 24 août 2008 à Villejuif, est un journaliste français.

## Biographie
Entré au Magazine littéraire en 1967, il intègre L’Express en 1984, puis Le Monde en 1986. Son champ d'activité était la culture, les arts, le patrimoine, les livres... Son dernier article, paru dans Le Monde du 2 août 2008, était la nécrologie du libraire et éditeur Pierre Bérès.
Il est mort d’un cancer le 24 août 2008 à l’Institut Gustave-Roussy à Villejuif (Val-de-Marne).  Il est le frère de Dominique de Roux et de Jacques de Roux, navigateur, (1936-1986). Sa compagne, Catherine Firmin-Didot, est morte elle aussi d’un cancer quelques mois avant lui.  

## Publications
- Patrimoine industriel  (photogr. Georges Fessy), Scala-éditions du patrimoine, 2000, 270 p. (ISBN 978-2-86656-244-1)
- Patrimoine ferroviaire avec Claudine Cartier et photos de Georges Fessy, Scala-éditions du patrimoine, 2007
- Razzia sur l'art, Fayard, 1999
- On a marché sur la méridienne, Fayard, 2001